# Família Colombo

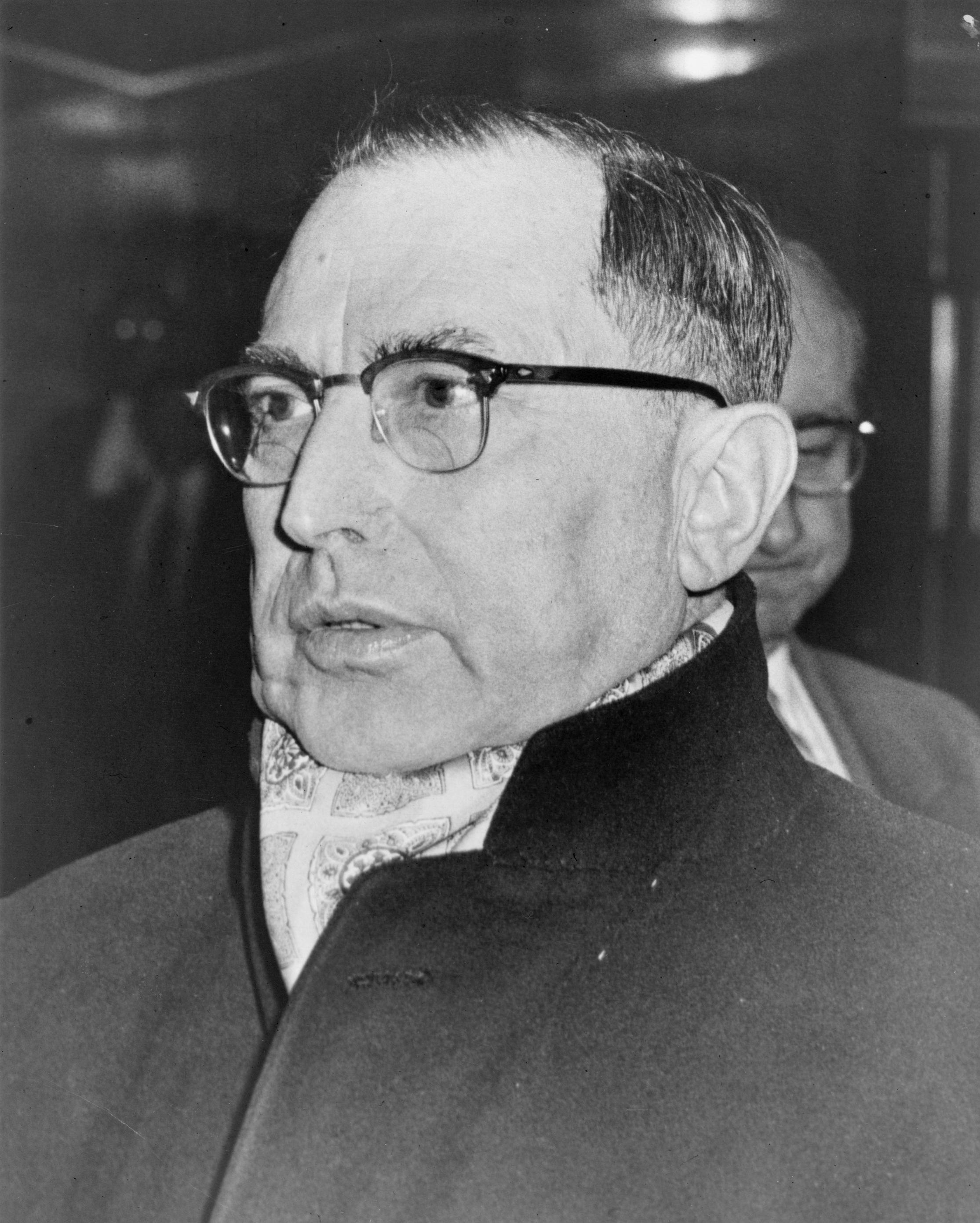
Joe Profaci, 1959.

A família Colombo é a mais nova das "Cinco Famílias" que dominaram o crime organizado na cidade de Nova Iorque, amplamente conhecida como Máfia (ou Cosa Nostra).
As raízes da família estão numa gangue de contrabando fundada em 1928 por Giuseppe Profaci, nascido em Villabate, Sicília, que ao chegar nos EUA passou a ser conhecido como "Joe" Profaci. Depois da reorganização da Máfia Americana na Guerra Castellammarese, a gangue de Profaci ficou conhecida como A Família Profaci. Profaci mandaria em sua família sem intromissão até o final da década de 1950. A família foi rasgada por três guerras. A primeira aconteceu no fim dos anos 1950 quando o Joe Gallo revoltou-se contra Profaci.  Mas essa disputa perdeu força nos anos 60 quando Gallo foi preso e Profaci morreu de câncer. Depois disso a família foi reunida por Joseph Colombo. Em 1971, a segunda guerra família começou após a saída de Gallo da prisão e o assassinato de Colombo. Os que apoiavam Colombo, liderados por Carmine Persico venceram a segunda guerra, em 1975. A família agora desfrutaria de mais de 15 anos de paz sob o comando de Persico.
Em 1991, a terceira e mais sangrenta de todas começou quando o chefe Victor Orena tentou tomar o lugar de Carmine Persico que estava preso. A família se dividiu em duas facções: Os leais a Orena e Persico. Dois anos de caos seguiram.  Acabou em 1993 com 12 membros da família mortos e Orena preso, o que fez com que Persico vencesse. Na década de 2000 a família foi uma das mais prejudicadas por condenações em casos de extorsões federais e por numerosos membros terem se tornado testemunhas do governo.